# Verwaltungsgemeinschaft Bergtheim
In der Verwaltungsgemeinschaft Bergtheim im unterfränkischen Landkreis Würzburg haben sich folgende Gemeinden zur Erledigung ihrer Verwaltungsgeschäfte zusammengeschlossen: 
1. Bergtheim, 3695 Einwohner, 26,48 km²
2. Oberpleichfeld, 1131 Einwohner, 8,65 km²

Sitz der Verwaltungsgemeinschaft ist Bergtheim.
Der Verwaltungsgemeinschaft gehörten bei der Gründung am 1. Mai 1978  außerdem die Gemeinden Unterpleichfeld und Hausen b.Würzburg (früher Hausen bei Arnstein, ab 12. Oktober 1978 umbenannt) an. Die Gemeinde Unterpleichfeld schied mit Wirkung ab 1. Januar 1980 aus. Zum 1. Januar 1994 wurde die Gemeinde Hausen bei Würzburg entlassen.